# Чарльз Фланаган
Чарльз Метью Фланаган (англ. Charles Matthew Flanagan; нар. 1 листопада 1956) — ірландський політик, міністром юстиції Ірландії з червня 2017 року. Раніше обіймав посади міністра закордонних справ і торгівлі (2014—2017), міністра у справах дітей та молоді (травень 2014 — липень 2014) та голови парламентської партії Фіне Гел (2011—2014).
Фланаган вперше був обраний до нижньої палати праламенту Ірландії на загальних виборах 1987 року. З того часу він кожного разу був депутатом, поки не програв на загальних виборах 2002 року, але повернувся на виборах 2007 року. Він був членом Ради округу Ліїшу з 1985 р., доки він не пішов у відставку у 2004 р. Він був партійним представником з питань справедливості, рівності та законодавчої реформи з 2007 по 2010 рр., А також був партійним представником у справах дітей з 2010 по 2011 рр.
Він був головою парламентської партії Фіне Гел з червня 2011 року по травень 2014 року.